# 0442
0442 è il prefisso telefonico del distretto di Legnago, appartenente al compartimento di Verona.
Il distretto comprende la parte meridionale della provincia di Verona.
Confina con i distretti di Vicenza (0444) a nord-est, di Este (0429) a est, di Rovigo (0425) a sud-est, di Ostiglia (0386) a sud, di Mantova (0376) a ovest e di Verona (045) a nord-ovest.

## Aree locali
Il distretto di Legnago comprende 21 comuni compresi nelle 2 aree locali di Cerea (ex settori di Cerea e Nogara) e Legnago (ex settori di Cologna Veneta e Legnago).

### Area locale di Cerea
L'area locale di Cerea comprende i comuni di:
- Casaleone
- Cerea
- Concamarise
- Gazzo Veronese
- Nogara
- Sanguinetto

divisa nella Rete Urbana di Cerea e Rete Urbana di Nogara.

#### Rete Urbana di Cerea
La Rete Urbana di Cerea comprende i comuni di:
- Casaleone
- Cerea
- Concamarise
- Sanguinetto

#### Rete Urbana di Nogara
La Rete Urbana di Nogara comprende i comuni di:
- Gazzo Veronese
- Nogara

### Area locale di Legnago
L'area locale di Legnago comprende i comuni di:
- Angiari
- Bevilacqua
- Bonavigo
- Boschi Sant'Anna
- Castagnaro
- Cologna Veneta
- Legnago
- Minerbe
- Pressana
- Roverchiara
- Roveredo di Guà
- Terrazzo
- Veronella
- Villa Bartolomea
- Zimella
- località Bisatto del Comune di Badia Polesine

divisa nella Rete Urbana di Cologna Veneta e Rete Urbana di Legnago.

#### Rete Urbana di Cologna Veneta
La Rete Urbana di Cologna Veneta comprende i comuni di:
- Pressana
- Roveredo di Guà
- Veronella
- Zimella

E le seguenti località:
- Marcobello (Arcole)
- Baruchella (Minerbe)

#### Rete Urbana di Legnago
La Rete Urbana di Legnago comprende i comuni di:
- Angiari
- Bevilacqua
- Bonavigo
- Boschi Sant'Anna
- Castagnaro
- Legnago
- Minerbe (ad eccezione della località Baruchella)
- Roverchiara
- Terrazzo
- Villa Bartolomea
- località Bisatto del Comune di Badia Polesine[2].